# Campeonato Nacac
El campeonato Nacac es un evento de atletismo organizado por la Asociación de Atletismo de Norteamérica, Centroamérica y el Caribe (Nacac), en el que participan atletas de las 31 federaciones nacionales que conforman este organismo.
La primera edición se celebró en la ciudad de San Salvador, El Salvador, en el año 2007.
La Constitución de la Nacac estipula como uno de sus objetivos la organización y promoción del «Campeonato del área y cualquier otro campeonato de atletismo, competición o evento que el Congreso considera que sería deseable».

## Ediciones
| Edición | Año  | Sede         | País        | Estadio                                     | Atletas | Federaciones |
| ------- | ---- | ------------ | ----------- | ------------------------------------------- | ------- | ------------ |
| I       | 2007 | San Salvador | El Salvador | Estadio Nacional Jorge "El Mágico" González |         | 32           |
| II      | 2015 | San José     | Costa Rica  | Estadio Nacional de Costa Rica              |         |              |
| III     | 2018 | Toronto      | Canadá      | Estadio Varsity                             |         |              |

## Plusmarcas del campeonato

### Masculino
| Prueba                  | Marca (Viento m/s) | Atletas                                                       | País                      | Fecha      | Edición | Sede         |
| ----------------------- | ------------------ | ------------------------------------------------------------- | ------------------------- | ---------- | ------- | ------------ |
| 100 m                   | 10,03 (+0,4)       | Tyquendo Tracy                                                | Jamaica                   | 11/08/2018 | III     | Toronto      |
| 200 m                   | 20,10 (+1,7)       | Kyle Greaux                                                   | Trinidad y Tobago         | 12/08/2018 | III     | Toronto      |
| 400 m                   | 44,64              | Lalonde Gordon                                                | Trinidad y Tobago         | 07/08/2015 | II      | San José     |
| 800 m                   | 1:45,79            | Ryan Martin                                                   | Estados Unidos            | 09/08/2015 | II      | San José     |
| 1500 m                  | 3:45,08            | Andrew Wheating                                               | Estados Unidos            | 08/08/2015 | II      | San José     |
| 5000 m                  | 13:57,53           | Lopez Lomong                                                  | Estados Unidos            | 08/08/2015 | II      | San José     |
| 10 000 m                | 29:38,31           | Julio César Pérez                                             | México                    | 14/07/2007 | I       | San Salvador |
| 110 m vallas            | 13,23 (+1,5)       | Mikel Thomas                                                  | Trinidad y Tobago         | 8/08/2015  | II      | San José     |
| 400 m vallas            | 48,18              | Kyron McMaster                                                | Islas Vírgenes Británicas | 12/08/2018 | III     | Toronto      |
| 3000 m obstáculos       | 8:28,55            | Andy Bayer                                                    | Estados Unidos            | 12/08/2018 | III     | Toronto      |
| 20 km marcha            | 1:25:39            | Evan Dunfee                                                   | Canadá                    | 10/08/2018 | II      | Toronto      |
| 4 × 100 m               | 38,07              | Mario Forsythe Jason Livermore Oshane Bailey Sheldon Mitchell | Jamaica                   | 9/08/2015  | II      | San José     |
| 4 × 400 m               | 3:00:07            | Clayton Parros Calvin Smith, Jr. Marcus Chambers James Harris | Estados Unidos            | 9/08/2015  | II      | San José     |
| Salto de altura         | 2,28               | Jeron Robinson                                                | Estados Unidos            | 11/08/2018 | III     | Toronto      |
| Salto con pértiga       | 5,45               | Scott Houston                                                 | Estados Unidos            | 12/08/2018 | III     | Toronto      |
| Triple salto            | 16,98 (+1,4)       | Yordanis Durañona                                             | Dominica                  | 7/08/2015  | II      | San José     |
| Lanzamiento de peso     | 21,68              | Darrell Hill                                                  | Estados Unidos            | 10/08/2018 | III     | Toronto      |
| Lanzamiento de disco    | 68,47              | Fedrick Dacres                                                | Jamaica                   | 12/08/2018 | III     | Toronto      |
| Lanzamiento de martillo | 72,94              | Roberto Sawyers                                               | Costa Rica                | 11/08/2018 | III     | Toronto      |
| Lanzamiento de jabalina | 79,30              | Riley Dolezal                                                 | Estados Unidos            | 9/08/2015  | II      | San José     |
| Decatlón                | 6330 pts.          | Darvin Colón                                                  | Honduras                  | 14/07/2007 | I       | San Salvador |

### Femenino
| Prueba                  | Marca (Viento m/s) | Atletas                                                           | País           | Fecha                | Edición | Sede             |
| ----------------------- | ------------------ | ----------------------------------------------------------------- | -------------- | -------------------- | ------- | ---------------- |
| 100 m                   | 10,96 (+0,9)       | Jenna Prandini                                                    | Estados Unidos | 11/08/2018           | III     | Toronto          |
| 200 m                   | 22,50 (+1,3)       | Kyra Jefferson                                                    | Estados Unidos | 9/08/2015            | II      | San José         |
| 400 m                   | 50,82              | Courtney Okolo                                                    | Estados Unidos | 7/08/2015            | II      | San José         |
| 800 m                   | 1:57,52            | Ajee Wilson                                                       | Estados Unidos | 11/08/2018           | III     | Toronto          |
| 1500 m                  | 4:06,23            | Kate Grace                                                        | Estados Unidos | 12/08/2018           | III     | Toronto          |
| 5000 m                  | 15:26,19           | Rachel Schneider                                                  | Estados Unidos | 10/08/2018           | III     | Toronto          |
| 10 000 m                | 33:27,19           | Marielle Hall                                                     | Estados Unidos | 11/08/2018           | III     | Toronto          |
| 100 m vallas            | 12,55 (+0,9)       | Kendra Harrison                                                   | Estados Unidos | 11/08/2018           | III     | Toronto          |
| 400 m vallas            | 53,32              | Shamier Little                                                    | Estados Unidos | 12/08/2018           | III     | Toronto          |
| 3000 m obstáculos       | 9:45,36            | Mel Lawrence                                                      | Estados Unidos | 10/08/2018           | III     | Toronto          |
| 10 km marcha            | 44,17              | Cristina Esmeralda López                                          | El Salvador    | 15/07/2007           | I       | San Salvador     |
| 4 × 100 m               | 42,24              | Barbara Pierre Lakeisha Lawson Dezerea Bryant Kyra Jefferson      | Estados Unidos | 9/08/2015            | II      | San José         |
| 4 × 400 m               | 3:25,39            | Kala Funderburk Charonda Williams Tiffany Williams Courtney Okolo | Estados Unidos | 9/08/2015            | II      | San José         |
| Salto de altura         | 1,91               | Levern Spencer                                                    | Santa Lucía    | 9/08/2015 10/08/2018 | II III  | San José Toronto |
| Salto con pértiga       | 4,50               | Kristen Hixon                                                     | Estados Unidos | 7/08/2015            | II      | San José         |
| Salto de longitud       | 6,93 (2,0)         | Quanesha Burks                                                    | Estados Unidos | 9/08/2015            | II      | San José         |
| Triple salto            | 14,23 (+1,3)       | Shanieka Thomas                                                   | Jamaica        | 7/08/2015            | II      | San José         |
| Lanzamiento de peso     | 18,62              | Jillian Camarena-Williams                                         | Estados Unidos | 8/08/2015            | II      | San José         |
| Lanzamiento de disco    | 61,97              | Yaimé Pérez                                                       | Cuba           | 10/08/2015           | III     | Toronto          |
| Lanzamiento de martillo | 74,60              | Deanna Price                                                      | Estados Unidos | 10/08/2018           | III     | Toronto          |
| Lanzamiento de jabalina | 60,34              | Kara Winger                                                       | Estados Unidos | 7/08/2015            | II      | San José         |
| Heptatlón               | 5022 pts.          | María Gabriela Carrillo                                           | El Salvador    | 15/07/2007           | I       | San Salvador     |